# Княжий Бор
Княжий Бор — деревня в составе Зайцевского сельского поселения в Крестецком муниципальном районе Новгородской области.

## География
Деревня расположена на правом берегу реки Ниша, в 7,4 км к югу от магистральной федеральной автомобильной дороги «Россия» М10, в 10 км к юго-западу от деревни Зайцево, в 40 км к северо-западу от посёлка Крестцы, в 55 км к юго-востоку от Великого Новгорода.
На противоположном берегу реки Ниша находится урочище Княжеборский Лес.

## Население
В 2002 — 12.
| 2002 | 2010 | 2013 |
| ---- | ---- | ---- |
| 12   | ↘7   | ↗9   |

## История
Через Княжий Бор проходил прежний Старорусский тракт В 1776—1792, 1802—1922 деревня Княжий Бор находилась в Крестецком уезде Новгородской губернии. Княжий Двор отмечен на карте 1788. С начала XIX века — в Зайцевской волости с центром в деревне Зайцево. В 1908 в деревне Княжий Бор было 20 дворов и 19 домов, проживало 104 человека. Имелась часовня.
В 1927—1932, 1941—1963 Княжий Бор — в Мстинском районе.
В 1930 в деревне Княжий Бор было 24 двора с населением 114 человек.
В 1932—1941 и с 1965 деревня Княжий Бор — в Крестецком районе.